# Генератор (военная программа)

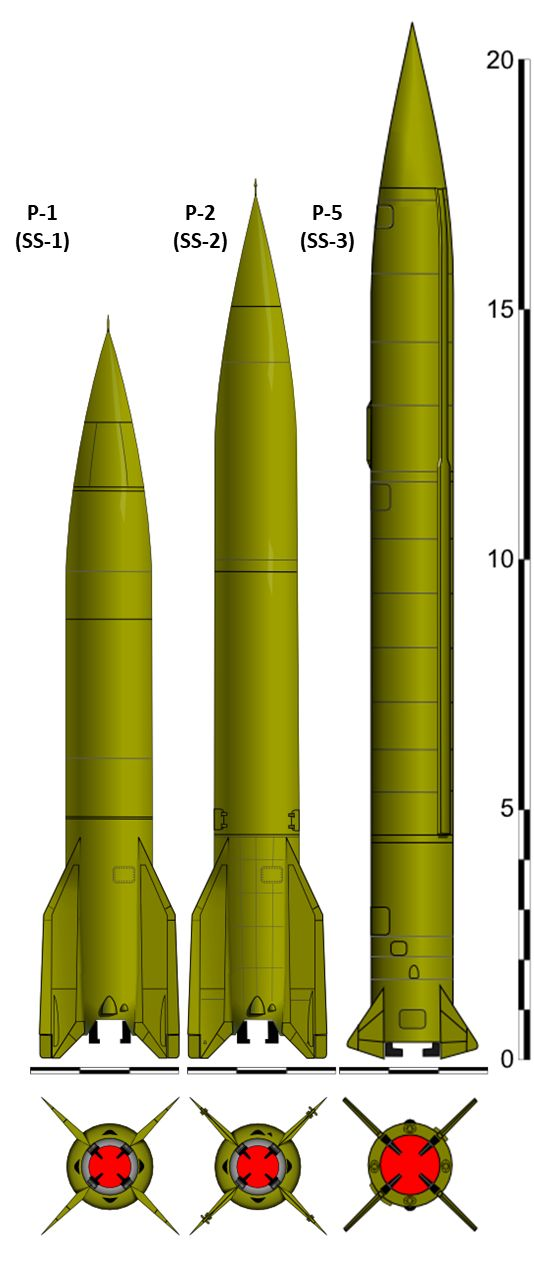
Ракеты Р-1, Р-2, Р-5

«Генератор» — советская военная программа применения одного из вариантов радиологического оружия. В ходе программы исследовалась возможность применения боевых радиоактивных жидкостей (БРЖ) для радиационного заражения территории противника (т. н. «грязная бомба»). Для боевого применения в головной части ракет Р-1, Р-2, Р-5 размещались контейнеры с радиоактивной жидкостью, которая распылялась на конечном этапе полёта.
В период с 1953 по 1958 год производились исследования с использованием авиационных и ракетных носителей. В ходе испытаний использовались головные части (ГЧ), адаптированные для использования на ракетах с дальностью стрельбы от 530 до 1200 км. Кроме самих головных частей разрабатывалась специальная техника для транспортировки БРЖ и заправки головных частей на стартовой позиции. Во время испытаний исследовались методики оценки эффективности применения радиологического оружия.
Запуски баллистических ракет производились с полигона Капустин Яр. Авиационные испытания проводились на Семипалатинском полигоне.
Испытания были прекращены в 1958 году и вся вспомогательная техника, подвергшаяся радиоактивному заражению, была перевезена на ядерный полигон на Новой Земле.

## Предпосылки программы «Генератор»
Предполагалось, что распыление радиоактивных материалов приведёт к поражению живой силы противника и радиоактивному заражению техники, сооружений и местности. Ожидалось, что по итогу применения должны быть созданы условия, исключающие на длительное время использование объектов при сохранении материальных ценностей. Выбор в пользу радиоактивных материалов был вызван невозможностью использования в начале 1950-х годов боеголовок с ядерным боевым зарядом — на то время советские ядерные заряды имели большую массу и габариты. Использование радиоактивной жидкости позволяло вписать боеголовку в габариты головных частей существовавших на тот момент баллистических ракет.
Проводимые исследования имели шифры «Герань» и «Генератор»: «Герань» распыляла жидкость из одной большой ёмкости, которая разрушалась во время подрыва головной части; «Генератор» использовал несколько меньших по объёму ёмкостей, которые отстреливались из головной части над целью и каждая ёмкость подрывалась самостоятельно. Первые испытания в 1953 году («Герань»), несмотря на общую успешность, показали малую эффективность распыления из одной ёмкости. Для распыления использовался подрыв головной части над целью. Для повышения эффективности (увеличения зоны поражения) было принято решение использовать несколько ёмкостей — «Генератор».
В качестве наполнителя использовались жидкие боевые радиоактивные вещества, созданные на основе радиоактивных отходов, растворённых в кислотах. В целях быстрого поражения противника предполагалось использовать изотопы с высокой активностью и коротким периодом полураспада. Выбранные решения должны были обеспечивать заражение людей, техники, воздуха, воды и местности с плотностью заражения от 1 до 5 кюри/м2.
Параллельно разработке головных частей для баллистических ракет велись исследования и испытания наливных авиабомб, использующих БРЖ в качестве наполнения.

## Разработка и испытания головных частей
ЦНИИ-12 МО отвечал за научное руководство и разработку методики оценки боевой эффективности головных частей (ГЧ) с жидкими боевыми радиоактивными веществами. За разработку опытных образцов ГЧ отвечал НИИ-88. НИИхиммаш разрабатывал средства заправки ГЧ жидкими радиоактивными веществами. Проведение предварительных испытаний проводилось силами 71-го полигона ВВС. Для испытаний использовался самолёт Ту-4, который прошёл модернизацию в ОКБ-156 и был оборудован двумя подкрыльевыми пилонами для подвески ГЧ весом до 1500 кг. Руководителем испытаний ГЧ был назначен С. П. Королёв. От 71-го полигона ответственным за испытания был назначен И. К. Бутко. Представителями ЦНИИ-12 были М. И. Воскобойников и К. А. Успенский. От Научно-испытательного управления 71-го полигона в испытаниях участвовал В. И. Василец.
В рамках подготовки к испытаниям на территории 71-го полигона, которая входила в состав Семипалатинского полигона, был построен технологический корпус для хранения радиоактивной жидкости и заправки ею головных частей. Монтажно-испытательный корпус был оборудован пневмосистемой и холодным водоснабжением, необходимыми для подготовки ГЧ.
В третьем квартале 1953 года была произведена серия сбросов головных частей с борта самолёта. В испытании участвовали ГЧ двух модификаций, которые отличались геометрическими обводами. Самолёт пилотировал экипаж под командованием С. В. Серёгина. Каждая из ГЧ имела автономную систему взведения и отстрела кассет, содержащих радиоактивное вещество. Заправка боеголовок радиоактивной жидкостью производилась непосредственно перед полётом силами персонала 71-го полигона.
Во время испытаний проводилось прицельное сбрасывание ГЧ с высоты 10 000 метров. В качестве цели использовалось поле, на котором устанавливались реперные колья с планшетами, оборудованными съёмными фильтрами. После каждого испытания фильтры снимались для оценки количества осевшего радиоактивного вещества. Все вылеты проводились в дневное время. Ключевыми задачами испытаний являлись проверка работоспособности БЧ, уточнение методики оценки боевой эффективности жидких боевых радиоактивных веществ и определение кинематических и аэробаллистических характеристик головной части в плотных слоях атмосферы. Всего было проведено 20 лётных испытаний ГЧ.
Изначально каждая из двух вариантов головных частей имела геометрические размеры, примерно совпадающие в штатной фугасной боевой частью ракеты Р-2. Это был конус высотой около 3 метров и диаметром основания 1,6 м.
Головная часть по теме «Герань» представляла собой пустотелый конус, имеющий горловину на донной части для залива радиоактивной жидкости. Внутри ГЧ по оси конуса в металлической трубе размещался подрывной заряд, который имел два алгоритма инициирования: от датчика-высотомера и от системы управления ракеты. При высотном взрыве радиоактивная жидкость должна была распыляться и оседать на большой площади.
В головную часть по теме «Генератор» устанавливалось около 100 снарядов-сосудов, наполненных БРЖ. Ёмкость снарядов-сосудов составляла 1—2 литра. Головная часть «Генератор», достигнув зоны предполагаемого заражения, выстреливала снаряды-сосуды, которые взрывались самостоятельно при соприкосновении с землёй. Таким образом формировалось большое количество зон локального радиоактивного заражения.
Уровень радиоактивного заражения местности в зонах поражения должен был быть достаточно высок, чтобы его могли обнаружить разведчики-дозиметристы, использовавшие стандартные рентгенометры ДП-3Б и ДП-5А (минимальный порог обнаружения 0,1 Р/ч и 0,05 мР/ч).

## «Герань»
Испытания ракеты-носителя Р-2 с ГЧ «Герань» были произведены в 1953 году. По утверждению Б. Е. Чертока, принимавшего непосредственное участие в подготовке и запуске ракет по темам «Герань» и «Генератор» в 1953 году, представители ракетостроителей были минимально информированы об особенностях и опасности боевых радиоактивных жидкостей, использовавшихся в испытаниях. В своих воспоминаниях он описывает случай, как заместитель С. П. Королёва Л. А. Воскресенский во время протечки БРЖ из головной части подошёл и размазал потёк по корпусу ракеты. Л. А. Воскресенский был уверен, что в данном запуске используется имитатор БРЖ.
Первая попытка запуска ракеты Р-2 по программе «Герань» со снарядным снаряжением в 1953 году оказалась неудачной: при подготовке к запуску на ракете, установленной в вертикальном положении и заправленной компонентами топлива, сработали пиропатроны, раскрывшие створки кассетной головной части. Оперённые снаряды-сосуды, заправленные БРЖ, выдвинулись за габарит головной части ракеты и повисли в каналах кассет, готовые в любой момент упасть на стартовую позицию. В условиях полёта в плотных слоях атмосферы набегающий воздушный поток должен был вытянуть снаряды-сосуды из головной части. На стартовой позиции сложилась аварийная ситуация, готовая привести к радиоактивному заражению. С. П. Королёв дал команду на срочную эвакуацию персонала с территории стартовой позиции. Командир стартового расчёта майор Е. Савин, В. В. Бутылкин и несколько офицеров произвели выгрузку снарядов из головной части, после чего по распоряжению С. П. Королёва ракету сняли с позиции.

## «Генератор-2»
Работы по теме «Генератор-2» велись на основании Постановления Правительства от 2 октября 1954 года. В период с декабря 1954 года по январь 1955 года было произведено восемь пусков ракет-носителей Р-2 по программе «Генератор-2». В ходе испытаний была отработана специальная головная часть для ракеты Р-2. Все запуски по программе «Генератор-2» проводились под непосредственным руководством представителя ЦНИИ-12 М. И. Воскобойникова. В 1955 году, после завершения испытаний, специальная головная часть была принята на вооружение. 6 августа и 23 ноября 1955 года были произведены дополнительные запуски. По мнению А. Б. Железнякова, это были испытания серийных головных частей. По его мнению, эти головные части не поступали в войска, а хранились в арсеналах.
Список запусков по программе «Генератор-2»:
| № пп | Тип ракеты | Дата испытания  | Номер изделия | Место запуска | Дальность плановая (км) | Отклонение по дальности (км) «-» недолёт, «+» перелёт | Отклонение от оси запуска (км) «Л» влево, «П» вправо | Результат запуска | Примечания                                                 |
| ---- | ---------- | --------------- | ------------- | ------------- | ----------------------- | ----------------------------------------------------- | ---------------------------------------------------- | ----------------- | ---------------------------------------------------------- |
| 1    | Р-2        | 1 декабря 1954  |               | 4-й ГЦП       | 530                     | -7,615                                                | Л 1,961                                              | Норма             |                                                            |
| 2    | Р-2        | 6 декабря 1954  |               | 4-й ГЦП       | 530                     | -3,059                                                | Л 2,902                                              | Норма             | Головная часть взорвалась на высоте 1600 метров вместо 600 |
| 3    | Р-2        | 23 декабря 1954 |               | 4-й ГЦП       | 530                     | +4,464                                                | Л 2,275                                              | Норма             |                                                            |
| 4    | Р-2        | 25 декабря 1954 |               | 4-й ГЦП       | 530                     | -470                                                  | Л 17                                                 | Авария            |                                                            |
| 5    | Р-2        | 2 января 1955   | 409           | 4-й ГЦП       | 530                     | +1,731                                                | Л 1,794                                              | Норма             |                                                            |
| 6    | Р-2        | 15 января 1955  | 408           | 4-й ГЦП       | 530                     | +5,946                                                | Л 1,715                                              | Норма             |                                                            |
| 7    | Р-2        | 25 января 1955  | 403           | 4-й ГЦП       | 530                     | -6,209                                                | Л 3,611                                              | Норма             |                                                            |
| 8    | Р-2        | 30 января 1955  | 402           | 4-й ГЦП       | 530                     | -7,652                                                | П 0,151                                              | Норма             |                                                            |
| 9    | Р-2        | 6 августа 1955  | 406           | 4-й ГЦП       | 540                     | -2,791                                                | Л 3,164                                              | Норма             |                                                            |
| 10   | Р-2        | 23 ноября 1955  | 415           | 4-й ГЦП       | 540                     | -0,173                                                | Л 2,819                                              | Норма             |                                                            |

По распоряжению Совета Министров от 13 августа 1955 года работы по программе «Генератор-2» были прекращены и все силы были сконцентрированы на программе «Генератор-5» на основе ракеты Р-5.

## «Генератор-5»
В 1953 году были предложены, а в 1955 году начались работы по программе «Генератор-5». Работы проводились на основании Постановления Совета Министров СССР от 16 ноября 1955. В качестве ракеты-носителя использовалась ракета Р-5.
Для обеспечения заправки БЧ «Генератор-5» были разработаны различные специализированные машины обслуживания ракеты. В 1954 году КБ-3 Кировского завода под руководством Н. Ф. Шашмурина создало на базе седельного тягача ЯАЗ-210Д опытный образец заправщика «объект 801» общей массой в 22 тонны. В 1955 году то же конструкторское бюро создало самоходный манипулятор «объект 805» массой 72 тонны. Задачей «объекта 805» была заправка головной части ракеты радиоактивной жидкостью непосредственно перед запуском ракеты. Для обеспечения безопасности «объект 805» обладал высоким уровнем защищённости от радиации. Экипаж из двух человек (водитель и оператор) находились в специально оборудованной танковой башне. Заправка производилась с помощью семиступенчатого раздвижного манипулятора, на котором размещалась заправочная арматура. В целях снижения радиационной нагрузки на экипаж манипулятора-заправщика, время работы по заправке ГЧ жёстко ограничивалось. Заправка производилась с расстояния 15—20 метров до головной части.
Для транспортировки и хранения нескольких десятков тонн боевой радиоактивной жидкости была разработана специальная железнодорожная цистерна, изготовленная из нержавеющей стали. Корпус цистерны покрывался «пирогом» защитных слоёв из свинца и парафина, заключённых в несущую стальную оболочку. Общая масса специальной цистерны превышала 100 тонн и для перемещения по железным дорогам общего назначения она была смонтирована на железнодорожной платформе с восемью колёсными тележками.
В 1955 году на заводе № 586 Миноборонпрома в Днепропетровске была выпущена первая ракета Р-5 с головной частью «Герань-5».
Три запуска по программе были произведены в сентябре-декабре 1957 года:
| № пп | Тип ракеты | Дата испытания  | Номер изделия | Место запуска | Дальность плановая (км) | Отклонение по дальности (км) «-» недолёт, «+» перелёт | Отклонение от оси запуска (км) «Л» влево, «П» вправо | Результат запуска | Примечания |
| ---- | ---------- | --------------- | ------------- | ------------- | ----------------------- | ----------------------------------------------------- | ---------------------------------------------------- | ----------------- | ---------- |
| 1    | Р-5        | 5 сентября 1957 | М1-1          | 4-й ГЦП       | 1152,2                  | -0,954                                                | Л 3,019                                              | норма             |            |
| 2    | Р-5        | 3 ноября 1957   | М1-2          | 4-й ГЦП       | 1152                    | -6,724                                                | Л 2,716                                              | норма             |            |
| 3    | Р-5        | 26 декабря 1957 | М1-3          | 4-й ГЦП       | 1152,2                  | -2,983                                                | Л 3,816                                              | норма             |            |

На этом дальнейшие испытания по программе «Генератор-5» были прекращены.

## Прекращение программы
В третьем квартале 1958 года все работы по радиологическому оружию в СССР были прекращены. Техника, использовавшаяся для подготовки и проведения испытаний, оборудование и имущество были перевезены с Семипалатинского полигона на Северную землю для захоронения.
Причиной прекращения работ оказалась меньшая эффективность в сравнении с обычным ядерным оружием, появление компактных ядерных боеголовок, общая малая боевая эффективность «грязной бомбы». Историк космонавтики А. И. Первушин среди причин отказа от программы «Генератор» назвал «высокую опасность радиоактивных боеголовок для жизни и здоровья собственного личного состава». Одним из важных недостатков оказался выбор в качестве поражающего элемента изотопов с коротким периодом полураспада: такие изотопы не могли храниться на складах и арсеналах длительное время и для оперативного использования головные части ракет приходилось заправлять для каждого запуска. Это требовало постоянного пополнения на базах хранения и специальной техники для заправки боевых частей ракет непосредственно на стартовой площадке.